# Monte là-dessus !
Ne doit pas être confondu avec Monte là-d'ssus.
Pour plus de détails, voir Fiche technique et Distribution.
Monte là-dessus ! (Safety Last!), également écrit Monte là-d'ssus sur certaines affiches, est un film américain muet, réalisé par Fred C. Newmeyer et Sam Taylor, sorti en 1923. Il est surtout demeuré célèbre pour la séquence dans laquelle le héros, interprété par Harold Lloyd, est suspendu aux aiguilles de l'horloge d'un immeuble, au-dessus du vide.

## Synopsis
Harold s'installe à Los Angeles avec l'intention d'y faire fortune; Alors qu'il survit grâce à de petits boulots, il ment à sa fiancée sur sa situation financière réelle. Lorsque celle-ci vient le rejoindre en ville, il est dans l'impossibilité de la recevoir dignement, mais il parvient à le cacher en se faisant passer pour le directeur du magasin où il est un simple employé. Afin de toucher l'argent dont il a besoin pour se marier, il propose à son directeur une opération de promotion pour laquelle il pense utiliser les talents d'un ami capable d'escalader des immeubles. Mais le jour de l'évènement, à cause d'un policier qui poursuit l'ami en question, ce dernier ne peut tenir son engagement et Harold doit se lancer à sa place dans l'ascension de l'immeuble du magasin, sous le regard des nombreux badauds rassemblés dans la rue. S'aidant uniquement des aspérités architecturales, il gravit progressivement le bâtiment. Son ami projette de passer par la fenêtre du premier étage pour prendre la place de Harold, mais il ne parvient pas à semer le policier et, à chaque fois, il est contraint de repousser le rendez-vous à l'étage supérieur. Au fur et à mesure, Harold finit par gravir entièrement l'immeuble malgré ses appréhensions et diverses péripéties. Par exemple, quelques étages avant d'atteindre le sommet, Harold trébuche et se raccroche aux aiguilles de l'horloge. Arrivé sur la dernière corniche, il est assommé par un anémomètre, il tombe, mais il est retenu par son pied raccroché accidentellement à une corde. Il s'en sort et fait finalement honneur à sa fiancée.

## Fiche technique
- Titre français : Monte là-dessus !
- Titre original : Safety Last!
- Scénario : Hal Roach, Sam Taylor, Tim Whelan, Jean C. Havez
- Musique : Carl Davis
- Photographe : Walter Lundin
- Montage : Thomas J. Crizer
- Trucage : Fred Guiol, J.J. Murphy
- Société de production : Hal Roach Studios
- Société de distribution : Pathé Exchange
- Pays de production :  États-Unis
- Format : noir et blanc - muet
- Durée : 70 minutes
- Dates de sortie :
  - États-Unis : 1er avril 1923
  - France : 26 décembre 1924 (Paris) ; 12 octobre 2005 (ressortie)

## Distribution
- Harold Lloyd : Harold
- Mildred Davis : Mildred, la fiancée de Harold
- Bill Strother  Bill, l'ami de Harold
- Noah Young : le policier
- Wescott B. Clarke : le chef de rayon

Et parmi la distribution non créditée :
- Mickey Daniels : l'enfant
- Earl Mohan : l'homme ivre
- Sam Lufkin : le prêteur sur gages
- Anna Townsend : la grand-mère
- Charles Stevenson : un des ambulanciers
- Harvey Parry (en) : cascadeur doublant Harold Lloyd pour des séquences dangereuses

## Tournage

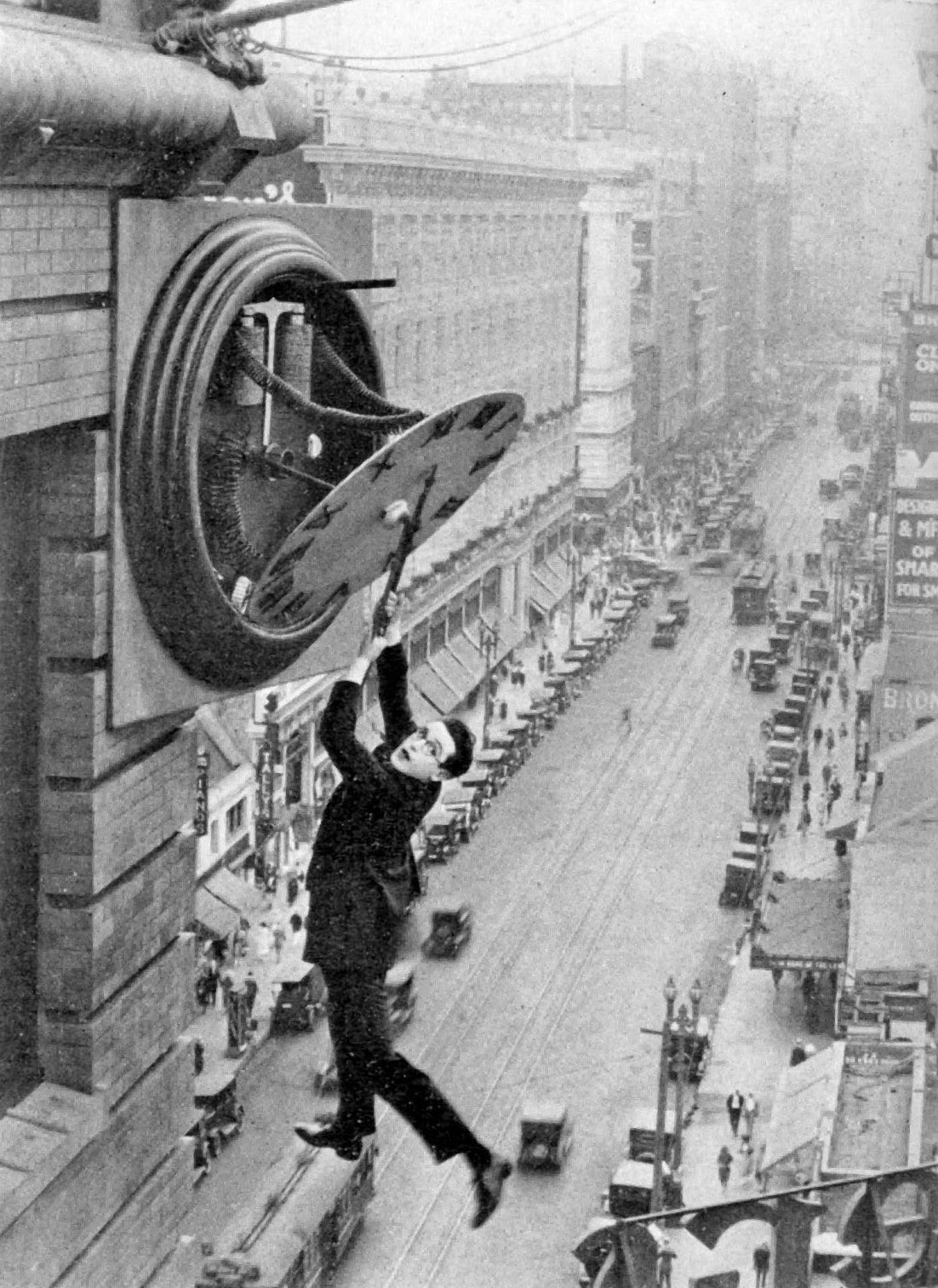
Harold Lloyd suspendu à l'horloge.

D'une durée d'environ dix-neuf minutes, la séquence de l'escalade du bâtiment de 10 étages (le "12-story Bolton building", construit en 1907 dans le Spring Street Financial District de Los Angeles) a été permise par un effet spécial très simple : le décor, qui comprend le dernier étage et l'horloge, a été construit directement sur le toit plat de l'immeuble. La caméra filme en légère plongée ce décor, en évitant bien entendu de montrer sa base qui révélerait que le vide de dix étages sous Harold Lloyd n'existe pas, puisque le personnage ne surplombe que la surface du toit de l'immeuble porteur, située sous lui à quelques mètres. En revanche, la caméra montre bien la rue que l'on pouvait apercevoir tout naturellement en perspective du haut de cet immeuble, créant un effet de perspective forcée qui fait croire que la fausse façade se continue jusqu'au sol et que Harold risque une chute mortelle.
Harold Lloyd, comme tous les comédiens du burlesque, n'avait pas froid aux yeux car une chute accidentelle de la hauteur de l'élément de décor, 4, 5 ou 6 mètres était possible dans le feu de l'action et aurait pu avoir des conséquences graves et douloureuses même si la chute aurait pu être amortie par les matelas disposés au pied du décor. D'ailleurs, quatre ans auparavant, Harold Lloyd avait perdu deux doigts dans une autre cascade acrobatique.

## Hommages et influences

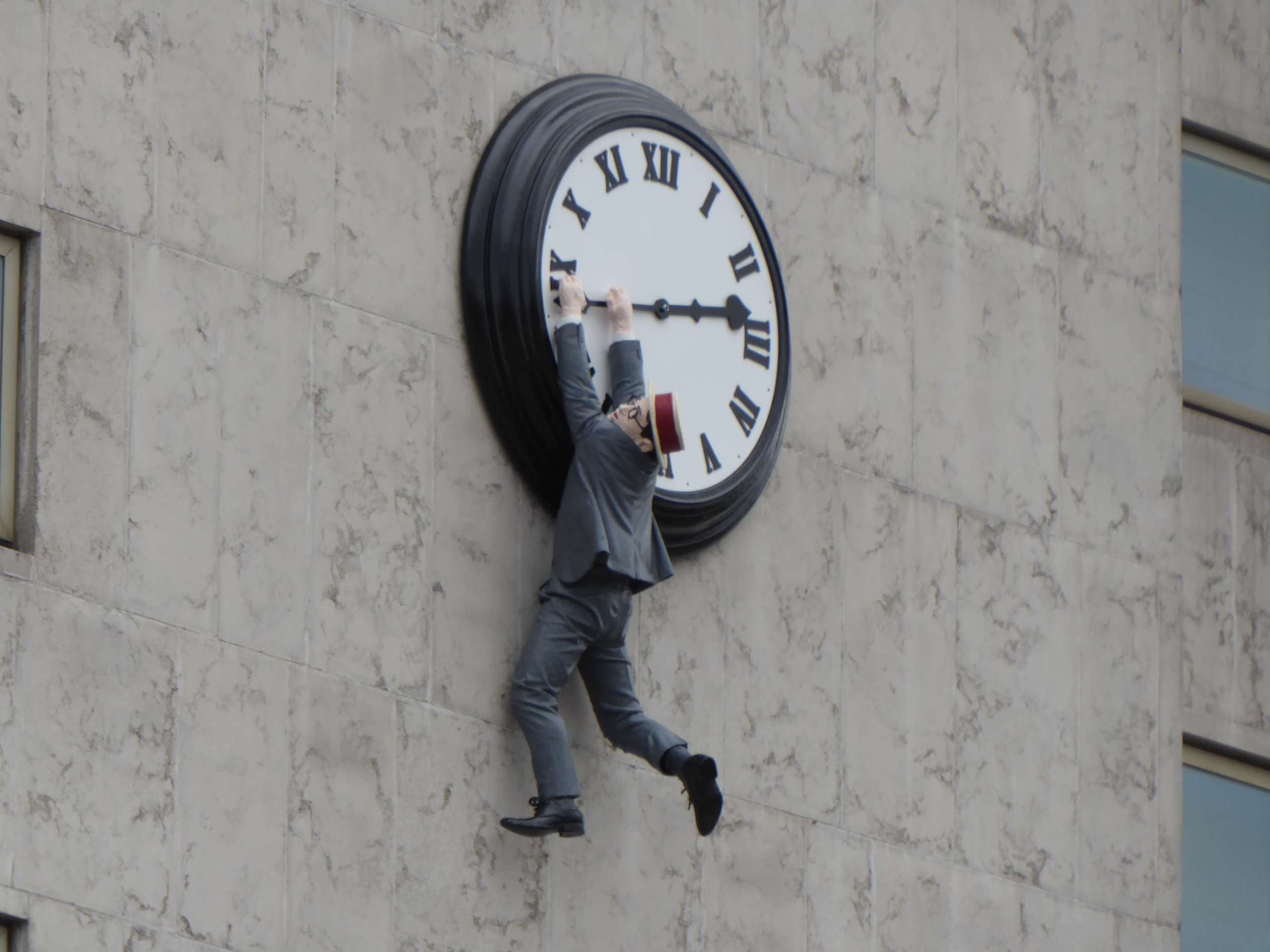
Reproduction de la scène sur une façade de l'hôtel InterContinental de Vienne en novembre 2016

- La scène de l'horloge du film est mythique et a été imitée de très nombreuses fois[2].
- Jackie Chan, célèbre pour effectuer lui-même ses cascades, ne cache pas son admiration pour Lloyd et lui rend hommage dans le film Le Marin des mers de Chine, sorti en 1983, lorsqu'il chute d'une tour d'horloge, scène dans laquelle il mit réellement sa vie en danger.
- Un homonyme du célèbre comédien, Christopher Lloyd, dans le film Retour vers le futur de Robert Zemeckis, sorti en 1985, escalade également au péril de sa vie la façade de l'Hôtel de ville de Hill Valley, que surmonte une horloge.
- En 2011, dans le film Hugo Cabret de Martin Scorsese, c'est le jeune Asa Butterfield qui se retrouve sur les aiguilles d'une grande horloge.

## Distinctions
- Inscrit au National Film Registry en 1994
- Festival international du film de Seattle 2013 : sélection « Films4Families Competition »